# Ehemaliger Truppenübungsplatz Stilleking und Hemecketal
Ehemaliger Truppenübungsplatz Stilleking und Hemecketal este o arie protejată (arie specială de conservare — SAC, sit de importanță comunitară — SCI) din Germania întinsă pe o suprafață de 152,54 ha, integral pe uscat.

## Localizare
Centrul sitului Ehemaliger Truppenübungsplatz Stilleking und Hemecketal este situat la coordonatele 51°11′24″N 7°37′52″E / 51.19°N 7.6311°E.

## Înființare
Situl Ehemaliger Truppenübungsplatz Stilleking und Hemecketal a fost declarat sit de importanță comunitară în august 1999 pentru a proteja un număr necunoscut de specii din flora spontană și fauna sălbatică aflate în arealul zonei. Situl a fost protejat și ca arie specială de conservare în noiembrie 2005.

## Biodiversitate
Situată în ecoregiunea continentală, aria protejată conține 6 habitate naturale: Cursuri de apă de la nivel de câmpie la nivel montan, cu vegetație Ranunculion fluitantis și Callitricho-Batrachion, Pajiști uscate europene, Formațiuni ierboase bogate în specii de Nardus, dezvoltate pe substraturi silicioase în zone montane (și în zone submontane, în Europa continentală), Liziere de ierburi înalte hidrofile de câmpie și de nivel montan până la alpin, Păduri de fag Luzulo-Fagetum, Păduri aluvionare cu Alnus glutinosa și Fraxinus excelsior (Alno-Padion, Alnion incanae, Salicion albae).
La baza desemnării sitului se află un număr nedeclarat de specii protejate.